# Барнардия
Барнардия (лат. Barnardia) — род травянистых растений семейства Спаржевые (Asparagaceae).

## Ботаническое описание
Многолетние травы. Луковица туникатная. Листья прикорневые, сидячие, от линейных до почти яйцевидных. Стебель прямостоячий, простой, голый.
Соцветие — конечная, обычно многоцветковая кисть; прицветники мелкие, перепончатые; цветоножки членистые. Листочков околоцветника 6, свободные или слегка сросшиеся у основания. Тычинок 6; нити тонкие или слегка расширенные к основанию. Завязь 3-гнёздная. Плод — локулицидная, шаровидная или обратнояйцевидная коробочка. Семена чёрные, иногда угловатые.

## Таксономия
Barnardia Lindl., Bot. Reg. 12: t. 1029 (1826).
Род назван в честь британского биолога Эдварда Барнарда.

### Синонимы
- Scilla sect. Barnardia (Lindl.) Grossh. (1935)
- Scilla subg. Euscilla Baker (1870)
- Scilla sect. Stellaris (Steinh.) Batt. (1884)
- Simira Raf. (1838)
- Stellaris Steinh. (1836)

### Виды
Род включает 2 вида:
- Barnardia japonica (Thunb.) Schult. & Schult.f. — Барнардия японская — растёт в Китае, Корее, Японии и России (Приморский край, остров Сахалин)[3]
- Barnardia numidica (Poir.) Speta — растёт в Ливии, Тунисе, Алжире и Испании (Балеарские острова)